# Білогрудівська культура
Білогру́дівська культу́ра — археологічна культура осілого населення пізнього бронзової доби (XIII—IX ст. до н. е.), яка була поширена на території України між Дністром і Дніпром.
Культура була виявлена під час розкопок у 1918—1927 роках Петром Курінним поблизу села Піківець Уманського району Черкаської області, у Білогрудівському лісі. Пізніше, наприкінці 1940—1950-х років, її досліджував Олексій Тереножкін. Поселення білогрудівської культури зустрічаються також на околицях Києва.
Нові дослідження поселень білогрудівської культури на Уманщині вказують на те, що вона склалася
на межі XIII-XII ст. до н.е. у південній частині Лісостепового Побужжя в результаті взаємодії двох 
різних культурних спільностей: Тшинецько-комарівської та Ноа-Сабатинівсько-Кослодженьської.
Деякі вчені бачать в білогрудівській культурі джерела найдавніших слов'ян Східної Європи та разом із білоозерською культурою є початком ранньозалізної доби.

## Характеристика
Білогрудівські поселення не мали укріплень, жителі мешкали ймовірно, в прямокутних великих напівземлянках, у яких стіни були з дерева, а підлога вимазана глиною.
Поховання людей — ґрунтові та курганні могили, у яких небіжчики скорчені, інколи кремовані, а рештки вміщені до урн.
Матеріальна культура представлена кам'яними (серп, сокири), керамічними виробами (слоїки, тюльпаноподібні посудини з гладким валиком зверху, черпаки, кухлі, миски, келихи, кубки, біконічні посудини з дрібнозубчастим орнаментом) та виробами з бронзи (браслети, шпильки, спіральні підвіски, вістря списів та луків, кинджали). У пізній період білогрудівці вже виготовляли знаряддя із заліза (голки).
Основні заняття мешканців білогрудівських поселень — землеробство, тваринництво та птахівництво.
Велику роль у світогляді племен білогрудівської культури відігравав культ вогню. Для поселень характерна велика кількість зольників, які переважно мали правильної форми підвищення до 4 м та діаметром до 35 м. Єдиної думки щодо їх призначення немає. Одні вчені вважають їх пам'ятками поховального обряду, другі — залишками житла, треті — культовими місцями, які пов'язані із вогнем.
На зміну білогрудівській культурі прийшла чорноліська. Деякі археологи вважають їх двома частинами єдиної білогрудівсько-чорноліської культури, яка, на думку багатьох вчених, брала участь у складанні культури скіфського часу.